# Primula woodwardii
Primula woodwardii är en viveväxtart som beskrevs av Isaac Bayley Balfour. Primula woodwardii ingår i släktet vivor, och familjen viveväxter. Inga underarter finns listade i Catalogue of Life.